# Казатизма
Казатизма (итал. Casatisma) — коммуна в Италии, находится в регионе Ломбардия, в провинции Павия.
Население составляет 847 человек (2008), плотность населения составляет 155 чел./км². Занимает площадь 5 км². Почтовый индекс — 27040. Телефонный код — 0383.
Покровителем коммуны почитается святой Гунифорт, день памяти 26 августа, празднование в последнее воскресенье августа.

## Демография
Динамика населения:

## Администрация коммуны
- Официальный сайт: